# Misión: Imposible vs. el Mob
Misión: Imposible vs. el Mob (Mission: Impossible vs. the Mob o Mission Impossible Versus the Mob) es la primera película basada en la serie de televisión Misión: Imposible. Estrenada en 1967, es resultante de la fusión de dos capítulos consecutivos de la serie original, que habían sido emitidos en 1967 y denominados: The Council. Parte 1 y Parte 2

## Elenco
| Actor              | Rol               |
| ------------------ | ----------------- |
| Peter Graves       | Jim Phelps        |
| Martin Landau      | Rollin Hand       |
| Barbara Bain       | Cinnamon Carter   |
| Greg Morris        | Barney Collier    |
| Peter Lupus        | Willy Armitage    |
| Vincent Gardenia   | Vito Lugana       |
| Eduardo Ciannelli  | Jack Rycher       |
| Nicholas Colasanto | Jimmy Bibo        |
| Paul Lambert       | Al Morgan         |
| Stuart Nisbet      | Dr. Emerson Reese |